# Jagdstaffel 56
A Jagdstaffel 56, conhecida também por Jasta 56, foi um esquadra de aeronaves da Luftstreitkräfte, o braço aéreo das forças armadas alemãs durante a Primeira Guerra Mundial. Esta esquadra abateu 63 aeronaves inimigas durante a sua existência.

## Aeronaves
- Albatros D.V
- Fokker D.VII